# Ian McKee
Ian McKee (* in South Shields) ist ein schottischer Politiker und Mitglied der Scottish National Party.
McKee besuchte das Fettes College und studierte anschließend Medizin an der Universität Edinburgh. In den folgenden Jahren war McKee als Arzt tätig und trat 1998 in die SNP ein. Erstmals trat McKee zu den Parlamentswahlen 1999 zu nationalen Wahlen an. In seinem Wahlkreis Edinburgh Central erhielt er hinter der Labour-Kandidatin Sarah Boyack nur die zweithöchste Stimmenanzahl und verpasste damit den Einzug in das neugeschaffene Schottische Parlament. Bei den Parlamentswahlen 2003 und 2007 bewarb sich McKee um das Direktmandat des Wahlkreises Edinburgh Pentlands, konnte aber in beiden Fällen nur den dritthöchsten Stimmenanteil für sich verbuchen. 2007 war McKee jedoch auch auf dem dritten Rang der Regionalwahlliste der SNP für die Wahlregion Lothians gesetzt und zog infolge des Wahlergebnisses als Vertreter der Wahlregion erstmals in das Schottische Parlament ein. Am Ende der Legislaturperiode schied McKee aus dem Parlament aus.